# Tochtamysj

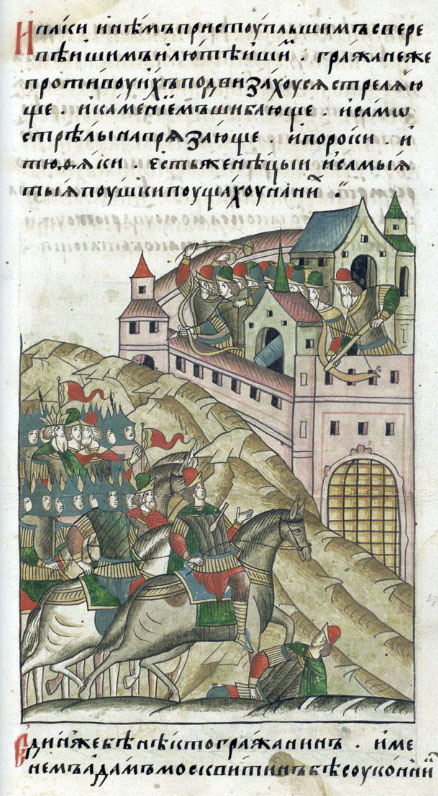
Tochtamysj voor de muren van Moskou in 1382

Tochtamysj (1406/1407, in de regio van Tjoemen) was de laatste Khan van de Witte Horde, hij voegde de Witte Horde en de Blauwe Horde, beide onderdeel van de Gouden Horde, weer samen tot één staat. Hij was de afstammeling van Dzjengis Khans kleinzoon Orda Khan.
De eerste keer dat van Tochtamysj wordt gehoord is in 1376 wanneer hij zijn oom Urus Khan, leider van de Witte Horde, omver probeert te werpen. Wanneer dit mislukt vlucht hij naar het hof van Timoer Lenk. In 1378 wist Tochtamysj met Timoers steun leider te worden van de Witte Horde. Hij droomde ervan om de oeloes van Jochi te herstellen en in 1380 viel hij de Blauwe Horde aan. Mamai, militair leider van de Blauwe Horde, werd na de Slag op het Koelikovo-veld vermoord, waardoor Tochtamysj gemakkelijk de Blauwe Horde overnam. Nu de Witte en Blauwe Horde wederom waren verenigd in de Gouden Horde leidde hij een succesvolle campagne tegen de Russische vorstendommen als afstraffing van de Slag op het Koelikovo-veld. In slechts zes jaar wist Tochtamysj het Mongoolse land van Krim tot het Balkasjmeer te herenigen.
Overtuigd dat hij de successen van Dzjengis Khan kon evenaren, viel Tochtamysj in 1385 Perzië binnen met 50.000 man en nam Tabriz in. Terwijl Tochtamysj zich met een grote buit terugtrok naar de steppe annexeerde Timoer Azerbeidzjan en Perzië voor zijn eigen rijk. Tochtamysj keerde terug en verklaarde de oorlog aan zijn voormalige bondgenoot. Timoer won uiteindelijk en Tochtamysj trok zich terug, om in 1387 Transoxanië binnen te vallen, het hart van Timoers Rijk, maar hij moest de campagne opgeven door hevige sneeuwval. Timoer wilde zijn sterke noorderbuur uit de weg ruimen en viel in 1395 de Gouden Horde aan. Tochtamysj werd verslagen in de Slag aan de Terek waarna Timoer Sarai plunderde, van de Gouden Horde een vazalstaat maakte en een marionettenleider op de troon installeerde.
Tochtamysj vluchtte naar de Oekraïense steppe en vroeg om hulp van Vytautas de Grote van Litouwen. In de Slag bij de Vorskla (1399) werd de gecombineerde troepenmacht van Tochtamysj en Vytautas verpletterd door twee van Timoers generaals, khan Temür Qutlugh en emir Edigu. De verslagen Tochtamysj werd in 1406 of 1407 door Edigu's mannen vermoord in Siberië.